# Mrs. Henderson Presents
Mrs. Henderson Presents (bra: Sra. Henderson Apresenta) é um filme britano-norte-americano de 2005, do gênero comédia dramática, dirigido por Stephen Frears e estrelado por Judi Dench e Bob Hoskins.

## Sinopse
1937: Laura Henderson, viúva recente com 69 anos, cheia de energia e ambição, choca seu círculo social ao adquirir o Windmill Theatre, um teatro decadente no coração do Soho, Londres. Intrépida, porém inexperiente no ramo, ela contrata Vivian van Damm, veterano da noite, para montar um espetáculo que sacuda a cidade. Van Damm cria um show sem fim -- chamado Revudeville -- que é um imediato e estrondoso sucesso. No entanto, a ideia logo é copiada por outras casas e Laura decide entregar ao público algo que eles nunca viram antes: nudez feminina ao vivo no palco.

## Principais premiações
| Patrocinador                                            | Prêmio             | Categoria | Situação |
| ------------------------------------------------------- | ------------------ | --- | -------- |
| Academia de Artes e Ciências Cinematográficas           | Oscar              | Melhor Atriz (Judi Dench) Melhor Figurino                                                                                       | Indicado |
| Associação de Correspondentes Estrangeiros de Hollywood | Golden Globe       | Melhor Filme - Comédia ou Musical Melhor Atriz - Comédia ou Musical (Judi Dench) Melhor Ator Coadjuvante - Cinema (Bob Hoskins) | Indicado |
| British Academy of Film and Television Arts             | BAFTA              | Melhor Atriz - Cinema (Judi Dench) Melhor Roteiro Original Melhor Figurino Melhor Trilha Sonora                                 | Indicado |
| International Press Academy                             | Golden Satellite   | Melhor Atriz - Comédia ou Musical (Judi Dench)                                                                                  | Indicado |
| National Board of Review                                | NBR Award          | Melhor Elenco | Vencedor |
| Academia Italiana de Cinema                             | David di Donatello | Melhor Filme Europeu | Indicado |

## Elenco
| Ator/Atriz         | Personagem      |
| ------------------ | --------------- |
| Judi Dench         | Laura Henderson |
| Bob Hoskins        | Vivian van Damm |
| Will Young         | Bertie          |
| Christopher Guest  | Lord Cromer     |
| Kelly Reilly       | Maureen         |
| Thelma Barlow      | Lady Conway     |
| Anna Brewster      | Doris           |
| Rosalind Halstead  | Frances         |
| Sarah Solemani     | Vera            |
| Natalia Tena       | Peggy           |
| Thomas Allen       | Eric Woodburn   |
| Richard Syms       | Ambrose         |
| Ralph Nossek       | Leslie Pearkes  |
| Camille O'Sullivan | Jane            |
| Doraly Rosen       | Maggie          |